# Ryan McLeod
Ryan McLeod (Mississauga, Ontario, 21 de septiembre de 1999) apodado Clouder, es un jugador profesional canadiense de hockey sobre hielo que se desempeña en la posición de centro en Edmonton Oilers, equipo de la National Hockey League (NHL).

## Carrera
Fue seleccionado en la segunda ronda en la NHL Entry Draft de 2018. En 2020 hizo su debut profesional con el equipo Edmonton Oilers, donde lleva jugando cuatro temporadas.